# 吉尔吉斯斯坦铁路运输

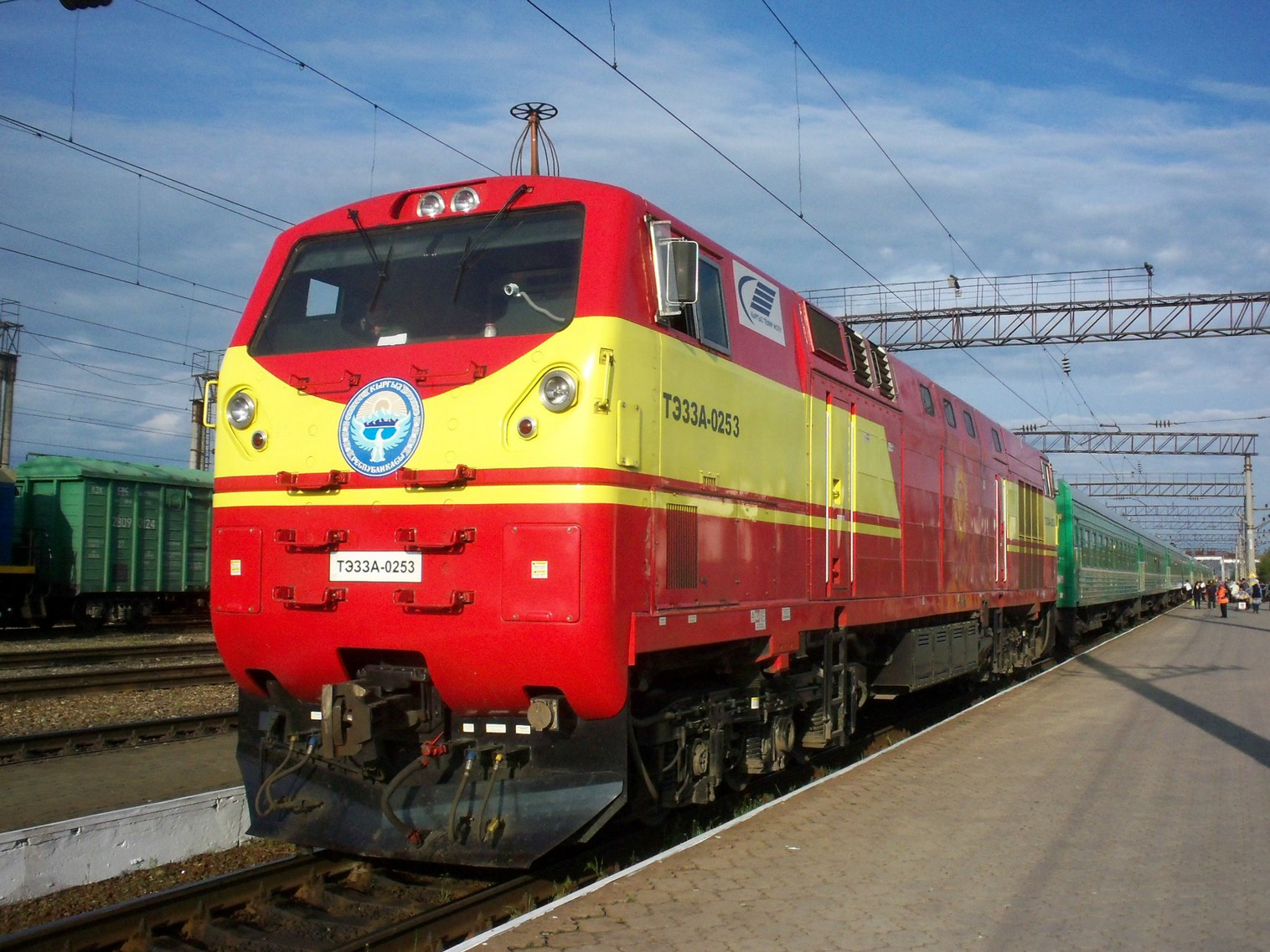
一辆TE33A号号电力机车停靠在比什凯克站

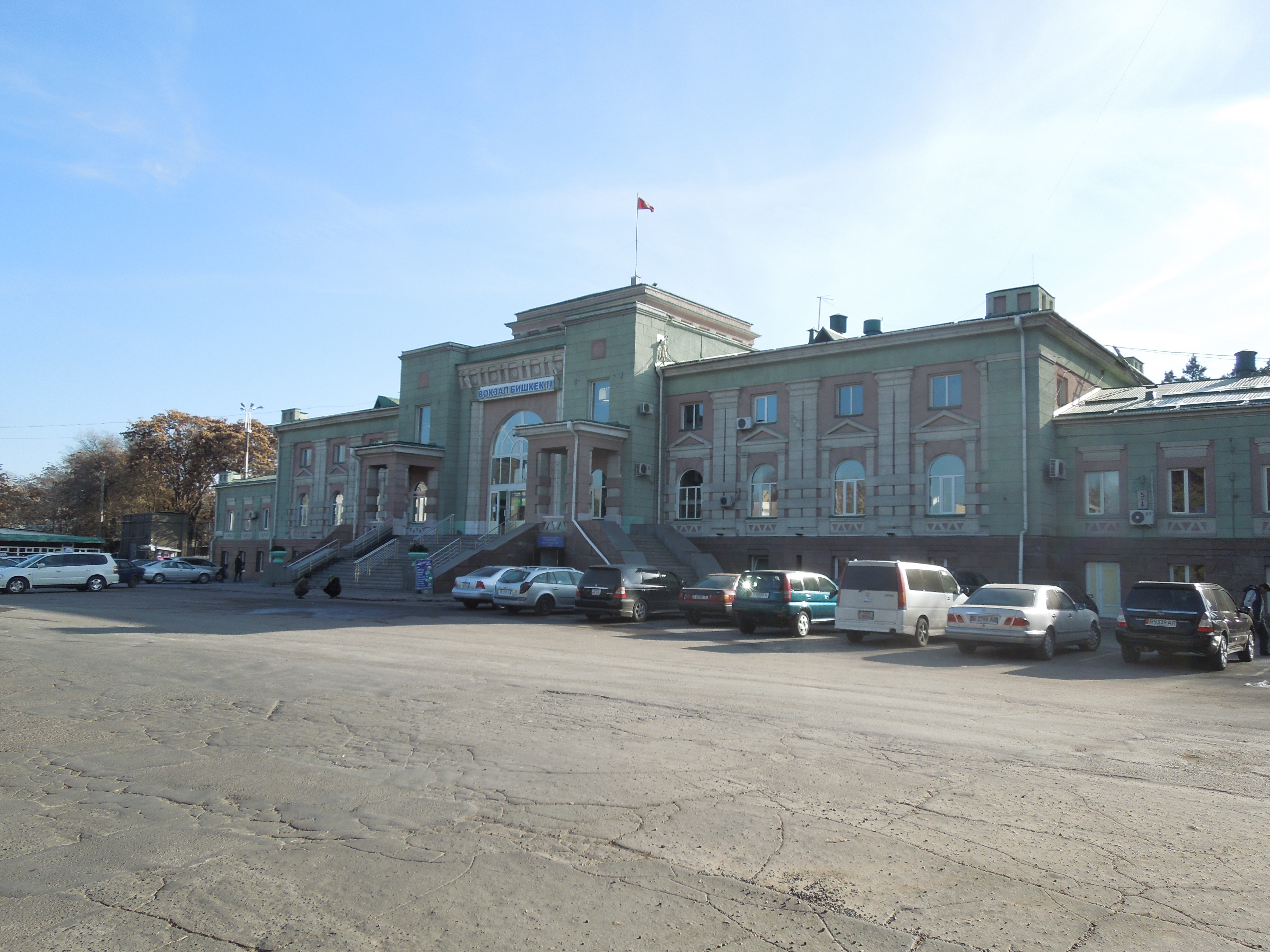
比什凱克2號站

吉尔吉斯斯坦的铁路运输系统（俄语：Железнодорожный транспорт в Киргизии）并不发达，仅拥有428公里的非电气化铁路，其中320公里为單線鐵路，铁路轨距為1520毫米。该国的铁路主要始建于1924年苏联统治时期。
吉尔吉斯斯坦的铁路运输系统將首都比什凯克与邻国哈萨克斯坦、西部主要中心城市奥什与邻国乌兹别克斯坦连接起来。然而，因費爾干納盆地的複雜領土關係，吉爾吉斯的鐵路与塔吉克斯坦處境类似，地處西南部的奥什与北部比什凯克間的鐵路路線必須經過乌兹别克斯坦等鄰國。
自脱离苏联独立以来，吉尔吉斯斯坦得到了前苏联2,500节货车车厢、450节客车车厢及50辆机车，但1998年的经济困难影响了吉尔吉斯铁路运输的进一步发展。在2008年，吉尔吉斯政府决定将该国的铁路电气化，但仍未开工改造。
土西铁路由哈萨克斯坦延伸至比什凯克、巴雷克奇的支线为该国最主要的铁路干线。该国也时常有由比什凯克开往楚城、莫斯科的国际列车。
吉尔吉斯斯坦长期未与中华人民共和国实现铁路國際聯運，但在中国“一带一路”政策的规划下，吉尔吉斯同意中国修建一条连接中国、吉尔吉斯、乌兹别克的国际铁路。
2024年，吉爾吉斯斯坦鐵路載運了271,600位乘客，截至2025年2月為止，首都比什凱克有開往以下目的地的列車：
- 托克莫克，每日開行
- 卡因德（俄语：Каинды (Кыргызстан)），每日開行
- 巴雷克奇，夏季開行
- 喀山，一週一班
- 莫斯科，一週兩班
- 新西伯利亚，每8天一班